# بيرسي ميلز
بيرسي ميلز (بالإنجليزية: Percy Mills)‏ (10 يناير 1909 في المملكة المتحدة - 1967) هو لاعب كرة قدم بريطاني (وحمل سابقاً جنسية المملكة المتحدة لبريطانيا العظمى وأيرلندا) في مركز الدفاع. لعب مع غريمسبي تاون ونوتس كاونتي وهال سيتي وBarton Town F.C. (1880) ‏.